# Ctenoplusia rhuscola
Ctenoplusia rhuscola là một loài bướm đêm trong họ Noctuidae.